# Carl Alexander von der Goltz
Carl Alexander greve von der Goltz (20. august 1739 – 15. november 1818 i Altona) var en tysk officer i dansk tjeneste.
Han var søn af preussisk generalløjtnant og kommanderende general i Schlesien, friherre Carl Christoph von der Goltz (1707-1761) og Frederikke Margrethe f. von Burgsdorff (1713-1773). Han indtrådte i preussisk krigstjeneste og avancerede her til oberst og fløjadjudant hos Frederik II og Frederik Vilhelm II. 1786 erhvervede han sig preussisk grevetitel. 1789 kom han til Danmark, hvor han naturaliseredes i slutningen af året og udnævntes til generalløjtnant af infanteriet samt til inspektør over slesvigske og sjællandske jægerkorps og de samme år oprettede bataljoner let infanteri. Man ser ikke, hvad grunden har været til denne – således som hærforholdene nu havde udviklet sig – opsigtsvækkende ansættelse, men det ligger nær at formode, at Hærens faktiske daværende styrer, landgrev Carl af Hessen, hvem det blev pålagt at udfærdige instruks for ham i den nye post som generalinspektør, og ved hvis indflydelse han utvivlsomt er blevet indkaldt, har troet i von der Goltz at finde en duelig hjælper ved udførelsen af de ideer, der dengang foresvævede landgreven med hensyn til en omformning af det danske fodfolk fra svært til let. Det er dog kun lidet mærkbare spor, at von der Goltz, der 1790 udnævntes til hvid ridder, har sat sig ved sin virksomhed i så henseende, og overhovedet kom han kun til at spille en ringe rolle i Danmark, hvilket måske for en del må tilskrives den omstændighed, at landgreven selv snart måtte træde i skygge for kronprinsen ved hærledelsen.
Han så sig derfor om efter nye virkefelter, og 1800 erholdt han tilladelse til på ubestemt tid at tage til Portugal, hvor man havde tilbudt ham posten som feltmarskal. 1803 vendte han tilbage og stillede sig på ny til disposition for den danske regering, men synes ikke at være blevet anvendt i den aktive hær, fra hvilken han afskedigedes 1808 med bibehold af sine ventepenge som pension. 1792 i juli måned ægtede von der Goltz i Itzehoe den i sin tid så fejrede generalinde Christine Sophie von Gähler, f. Ahlefeldt, indehaver af ordenen l'union parfaite (1765) og enke efter generalløjtnant Peter Elias von Gähler (død 1783), men blev enkemand allerede bryllupsnatten. Ved ægtepagten var det fastsat, at den afdødes søn af første ægteskab straks skulle have 20.000 Rdl. udbetalt og efter von der Goltzs død andre 20.000 Rdl., men at von der Goltz i øvrigt forblev i besiddelse af hustruens formue. Han døde i Altona, hvor han i længere tid havde boet, 15. november 1818.